# Kerkennah (délégation)
Kerkennah est une délégation tunisienne dépendant du gouvernorat de Sfax.
Créée en 1964, elle se divise en dix imadas : El Ataya, El Chargui, El Kallabine, El Kantra, El Kraten, El Ramla, Ennajet, Melita, Ouled Kacem et Sidi Frej. 
En 2004, elle compte 14 400 habitants dont 7 327 hommes et 7 073 femmes répartis dans 3 933 ménages et 7 497 logements.